# Georges Salan
Pour les articles homonymes, voir Salan.
Georges Salan  né le 15 novembre 1901 à Roquecourbe (Tarn) et mort le 5 février 1981 à Albi, est un médecin, résistant et écrivain français. C'est le frère du général Raoul Salan. 

## Biographie
Fils de Jouis Théophile Arthur Salan, commis principal des contributions indirectes et de Emma Maria Emilie Roucayrols, Georges Jules Sylvain Salan naît le 15 novembre 1901 à Roquecourbe, dans la demeure de son grand-père, Louis Roucayrols, serrurier,.  
Après une blessure grave, il est immobilisé pendant deux ans à Montpellier de 1923 à 1925, après quoi il reprend ses études de médecine et obtient un doctorat en 1931. Il s'engage en parallèle dans le mouvement espérantiste, comme au Parti communiste français. En 1927, il accomplit un voyage en Union soviétique.
Installé à Nîmes, il se marie avec Sophie Knauer le 15 octobre 1932 à Montpellier, dont postérité. En 1925, il démissionne du PCF. Il est par la suite affecté comme médecin à la maison d'arrêt de Nîmes ; il est révoqué en 1940 par le régime de Vichy.
Sous le pseudonyme de « Georges Galtier », il se décide alors à entrer en résistance. Il participe au mouvement Combat, puis prend la tête des Mouvements unis de la Résistance dans le Gard. Arrêté le 7 février 1944 par la Milice française, il est torturé par Emmanuel Passemard, chef officieux du groupe à Nîmes, qui le prive d'eau et de nourriture pendant huit jours. Il est ensuite déporté en Allemagne par le convoi parti de Compiègne le 4 juin 1944,. Il se voit attribuer le matricule de déporté N° 33.616. Libéré en 1945, il retrouve le Gard pour prendre la tête du comité départemental de libération en mai (jusqu'à sa dissolution en septembre). Il est également délégué du département près l'Assemblée consultative provisoire. Comme médecin à la prison de Nîmes, il doit épingler des cartons blancs sur la poitrine des condamnés à mort pour aiguiller le peloton d'exécution.
Devenu gaulliste, il est élu conseiller municipal de Nîmes sous les couleurs de l'Union pour la nouvelle République en 1959. Approuvant la décolonisation, il subit un plasticage de l'Organisation armée secrète, mais continue d'apporter son soutien fraternel à Raoul, dont il obtient la grâce en 1968.
Il meurt le 5 février 1981 à Albi, et est inhumé au sein du caveau familial de Roquecourbe.
Une rue de Nîmes, où est sis l'ancien fort Vauban, porte son nom.

## Ouvrages
- Prisons de France et bagnes allemands, Nîmes, L'Ouvrière, 1946 (SUDOC 069713545).
- 33 ans de Centrale (1938-1970), Paris, Presses contemporaines, 1971 (BNF 35173439).
- (eo) La nuda vero: originala raporto pri propraj travivajoj en naziaj koncentrejoj (1944-1945), Nîmes, Chastanier, 1975 (SUDOC 069814325).

## Distinction
- Médaille de la Résistance française (décret du 15 juin 1946)[7]